# Yochanan Rauert
Yochanan Rauert (* 1980 in Dortmund) ist ein international tätiger deutscher Videojockey und Medienkünstler.
Yochanan arbeitet seit 2002 als freier Videokünstler und VJ unter dem Namen Yochee//7dex. Seit 2010 zahlreiche Ausstellungen und interaktive Videoinstallationen mit Fernsehern und Projektionen. Seit 2011 ist er Mitglied im Netzwerk des Shiny Toys Festival. Er ist Mitbegründer der 2015 ins Leben gerufenen Künstlergruppe M.O.M.

## Ausstellungen und Performances (Auswahl)
- 2010 Ausstellung "OpAmp" im c.u.b.a (Münster)[2]
- 2014 Installation "Error Tekk" im Makroscope e.V. (Mülheim an der Ruhr)[3]
- 2015 Interaktive Videoinstallation "Traceland * all fields are mandatory", zusammen mit Sven Stratmann, Francis Eggert und Thomas Sanchez Lengeling. Die Installation wurde für das Flurstücke015-Festival[4] in Münster entwickelt und u. a. bei Extraschicht (Dortmund), Lichtungen (Hildesheim),[5] 32c3 (Hamburg), D.A.R.K. (Arnsberg)[6] und ArtSquare (Mülheim an der Ruhr)[7] gezeigt.
- 2016 "Error Tekk" bei der Gruppenausstellung 'Raumformen' am Hawerkamp, Münster[8]
- 2016 "Error Tekk – Fernsehaltar" bei der Gruppenausstellung 'Idealvorstellung' in der Dominikanerkirche, Münster[9]
- 2017 Interaktive Videoinstallation "AugMountain" bei European Media Art Festival in Osnabrück[10]
- 2018 Ausstellung "Einzelbilder" in der Sophie (Münster)
- 2018 Interaktive Videoinstallation "Pac Car" – interaktive Videoinstallation zusammen mit Angela Löwen bei den Fürther Glanzlichtern

## Auszeichnungen und Preise
- 2014 Bestes VJ-Set beim VJ-Battle bei der dokfestlounge im Rahmen des Kasseler Dokumentarfilm- und Videofestivals
- 2016 Beste Bühne MediMeisterschaften